# Allan Jepsen
Allan Kierstein Jepsen (Kolding, 4 juli 1977) is een voormalig profvoetballer uit Denemarken, die speelde als verdediger. Hij beëindigde zijn loopbaan in 2011 bij de Deense club AC Horsens.

## Clubcarrière
Jepsen begon zijn loopbaan voor AGF Århus en speelde in het seizoen 1999/2000 voor de Nederlandse club sc Heerenveen. Hij kwam tot tien competitieduels voor de Friezen.

## Interlandcarrière
Jepsen speelde in totaal twee officiële interlands voor Denemarken. Onder leiding van bondscoach Morten Olsen maakte hij zijn debuut op 2 juni 2005 in de vriendschappelijke wedstrijd tegen Finland (0-1) in Tampere, net als Daniel Agger (Brøndby IF), Jesper Christiansen (Viborg FF), Søren Larsen (Djurgårdens IF) en Rasmus Würtz (AaB). Hij viel in dat duel na 72 minuten in voor Niclas Jensen.

## Erelijst
Vålerenga IF
- Noorse beker

2008